# 芝苞乡
芝苞乡，是中华人民共和国四川省巴中市通江县曾经下辖的一个乡。2020年5月，撤销芝苞乡、唱歌乡，设立唱歌镇，以原芝苞乡、原唱歌乡所属行政区域为唱歌镇的行政区域。

## 行政区划
芝苞乡撤销前下辖以下地区：
龙家坪村、金顶岭村、千鱼沟村、上东汇村、陶家坝村、下东汇村、赵家坪村、中东汇村、俞家河村、青山村、跳石坪村、文家山村和樱桃垭村。